# Polskie Radio Lublin
Radio Lublin – regionalna, publiczna rozgłośnia radiowa (niezależna, samodzielna spółka) nadająca program ze studia mieszczącego się w Lublinie. Zasięgiem obejmuje województwo lubelskie i przygraniczne tereny województw ościennych. Radio Lublin posiada także redakcje terenowe w Białej Podlaskiej, Chełmie, Puławach i Zamościu.

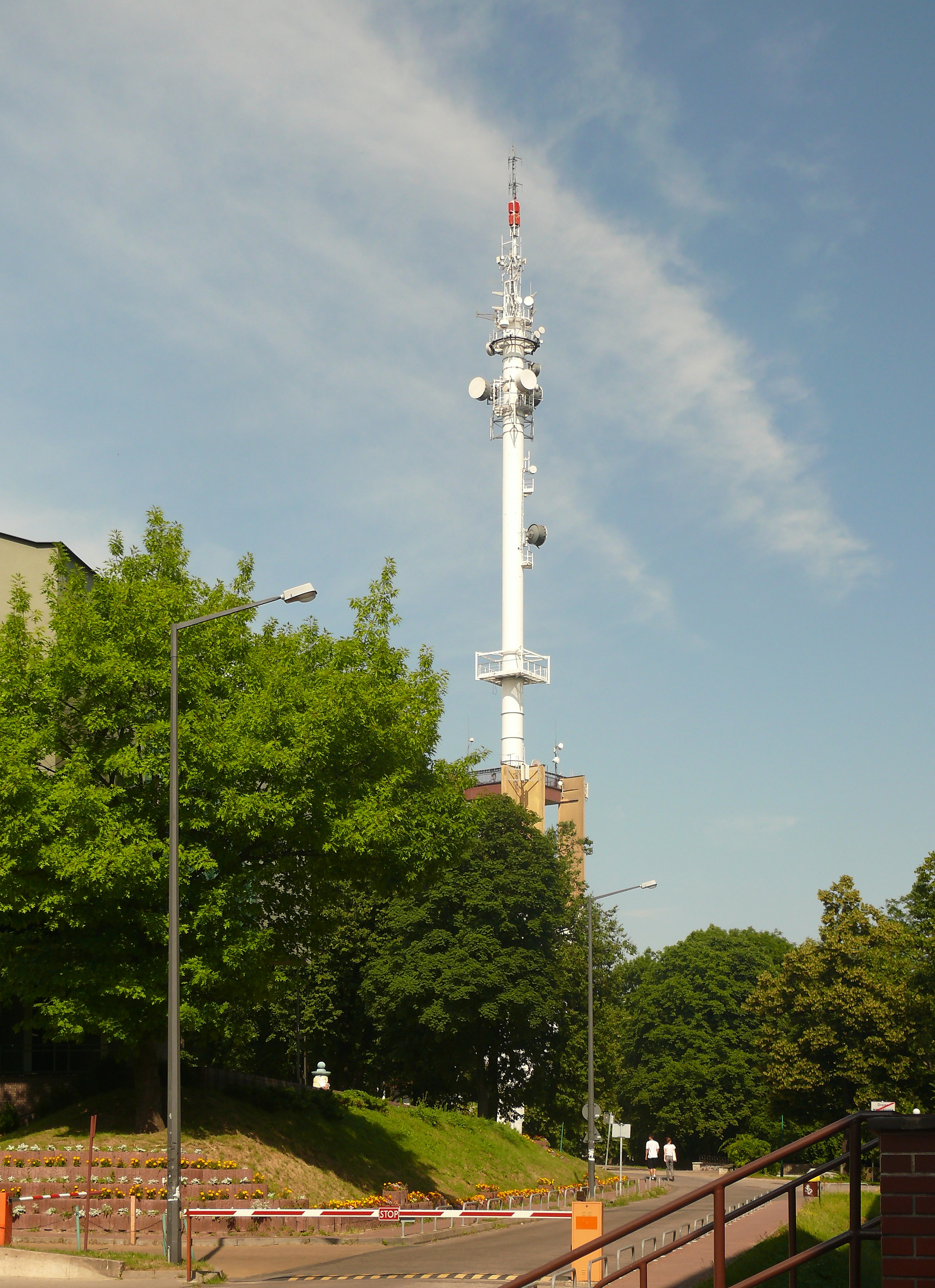
Wieża nadajnika Radia Lublin

## Historia

### II RP
Pod koniec lat 30. XX wieku pojawiły się plany uruchomienia stacji Polskiego Radia w Lublinie. W 1939 roku podczas konferencji w Montreux (której postanowienia miały wejść w życie 4 marca 1940 roku) stacja otrzymała częstotliwość 1465 kHz i moc 10 kW. Wskutek wybuchu II wojny światowej postanowienia konferencji nie weszły w życie.

### Rozgłośnia z Lublina
Zapowiedź "Tu Polskie Radio Lublin" po raz pierwszy padła 10 sierpnia 1944 roku. Tym samym rozpoczęła się działalność rozgłośni lubelskiej "Pszczółka". Była ona wówczas tubą propagandową Polskiego Komitetu Wyzwolenia Narodowego, a następnie Rządu Tymczasowego. Nadawała z wagonu stojącego na bocznicy kolejowej na falach średnich 1339 kHz (224 m) oraz w sieci radiowęzłów.
22 listopada 1944 roku dekretem wydanym przez Polski Komitet Wyzwolenia Narodowego powołano Przedsiębiorstwo Państwowe "Polskie Radio". W dniu 31 grudnia 1944 roku radiostacja znajdująca się wówczas przy ul. Józefa Bema 2 w Lublinie podjęła nadawanie audycji na falach krótkich w językach: polskim, angielskim, francuskim i rosyjskim.
Polskie Radio nadawało z Lublina do marca 1945 roku.

### Radio Lublin
Regionalna rozgłośnia Polskiego Radia w Lublinie rozpoczęła swoją działalność 20 września 1952 roku.
Program lokalny trwał początkowo 45 minut na dobę. Emisja odbywała się poprzez radiowęzeł działający w województwie lubelskim. Od dnia 1 maja 1957 roku program nadawany był na falach średnich – 1594 kHz, o mocy 1 kW z dachu Technikum Budowlanego przy al. Racławickich w Lublinie.
Od 15 stycznia 1961 roku emisję przejął nadajnik znajdujący się w Bożym Darze (na częstotliwości 1367 kHz z mocą 30 kW).
Od dnia 28 grudnia 1963 roku Radio Lublin rozpoczęło nadawanie programu lokalnego na falach UKF – 69,92 MHz. Pierwsze audycje stereofoniczne pojawiły się 18 października 1973 roku. 4 marca 1991 roku rozgłośnia rozpoczęła nadawanie pełnego (19-godzinnego) programu, a od 3 kwietnia 1992 roku nadaje przez całą dobę.
1 kwietnia 2015 roku rozpoczęto cyfrową emisję w technologii DAB+.
30 grudnia 2023 roku Minister Kultury i Dziedzictwa Narodowego (jako reprezentant Skarbu Państwa, jedynego akcjonariusza) postawił spółkę Radia Lublin w stan likwidacji, który 14 lutego 2024 r. został wpisany do Krajowego Rejestru Sądowego.

## Słuchalność
Według badania Radio Track (wykonane przez Millward Brown SMG/KRC) za okres listopad-kwiecień 2021/2022, wskaźnik udziału w rynku słuchalności Polskiego Radia Lublin wyniósł 4,3 proc., co dało tej stacji 9. pozycję w rynku radiowym w województwie lubelskim.

## Stacje nadawcze
| Lokalizacja (nazwa obiektu)     | Częstotliwość [MHz] | ERP [kW] |
| ------------------------------- | ------------------- | -------- |
| Biała Podlaska (ul. Warszawska) | 93,1                | 1 lub 5  |
| Chełm/Kumowa Dolina             | 100,9               | 0,25     |
| Dęblin/Ryki                     | 103,1               | 10       |
| Lublin/Piaski                   | 102,2               | 90       |
| Zamość/Tarnawatka               | 103,2               | 30       |

Emisja cyfrowa DAB+
| Lokalizacja (nazwa obiektu) | Częstotliwość (MHz) | Kanał | Polaryzacja | ERP (kW) |
| --------------------------- | ------------------- | ----- | ----------- | -------- |
| Lublin/Piaski               | 211,648             | 10B   | pionowa     | 6,5      |
| Lublin/Raabego              | 211,648             | 10B   | pionowa     | 0,8      |

## Audycje
Muzyczni prezenterzy Radia Lublin wypromowali m.in. zespół Budka Suflera. Oprócz tego przy rozgłośni mieści się Studio Lublin (dawniej Hendrix), w którym swoje płyty nagrywało wielu znanych artystów, m.in. Irena Santor, Zdzisława Sośnicka, Anna Jantar, Bajm, O.N.A., Urszula, Lady Pank, czy Maanam.
Oprócz audycji muzycznych i informacyjnych ważną częścią ramówki są programu edukacyjne (nauka języka), społeczne (informacje AA), magazyny publicystyczne, kulturalne i religijne.
Polskie Radio Lublin i jego dziennikarka, Ewa Dados, jest organizatorem jednej z największych charytatywnych zbiórek darów w Polsce – akcji Pomóż Dzieciom Przetrwać Zimę.

## Radio Freee
27 listopada 2010 roku uruchomiono miejski program Radia Lublin – Radio Freee.